# Tipologia (teologia)

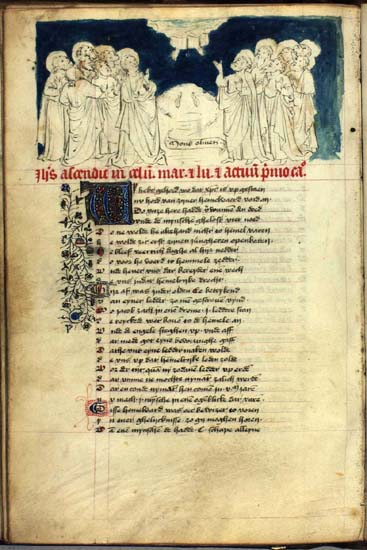
Speculum Humanae Salvationis, Best seller de teologia, ano 1430

Tipologia na teologia cristã e exegese bíblica é uma doutrina ou teoria relativa a relação entre o Antigo Testamento com o Novo Testamento. Eventos, pessoas ou declarações no Antigo Testamento são vistos como tipos pré-figurados ou substituídos por antítipos, eventos ou aspectos de Cristo ou de sua revelação descritas no Novo Testamento. Por exemplo, Jonas pode ser visto como o tipo de Cristo em que emergiu da barriga do peixe e, portanto, pareceu ressurgir da morte.
Na versão mais completa da teoria da tipologia, todo o propósito do Antigo Testamento é visto como meramente a provisão de tipos para Cristo, o antítipo ou cumprimento. A teoria começou na Igreja Primitiva, teve sua maior influência na Alta Idade Média e continuou a ser popular, especialmente no Calvinismo, após a Reforma Protestante, mas em períodos subsequentes lhe foi dada menor ênfase. No protestantismo alemão do século XIX, a interpretação tipológica foi distinguida da interpretação retilínea da profecia. O primeiro foi associado aos teólogos hegelianos e o segundo à analiticidade kantiana. Vários grupos que apoiam a tipologia hoje incluem os Christian Brethren a partir do século 19, onde a tipologia era muito favorecida e assunto de numerosos livros, e o Sínodo Evangélico Luterano de Wisconsin.
Notavelmente, na Igreja Ortodoxa Oriental, a tipologia ainda é uma ferramenta exegética comum e frequente, principalmente devido à grande ênfase dessa igreja na continuidade da apresentação doutrinária em todos os períodos históricos. A tipologia era frequentemente usada na arte cristã antiga, onde tipo e antítipo seriam representados em posições contrastantes.
O uso da terminologia se expandiu para a esfera secular; por exemplo, "Geoffrey de Montbray (m. 1093), bispo de Coutances, um braço direito de Guilherme, o Conquistador, era um tipo de grande prelado feudal, guerreiro e administrador".